# Proceroecia
Proceroecia is een geslacht van kreeftachtigen uit de klasse van de Ostracoda (mosselkreeftjes).

## Soorten
- Proceroecia brachyaskos (G.W. Müller, 1906)
- Proceroecia convexa (Deevey, 1977)
- Proceroecia macroprocera (Angel, 1971)
- Proceroecia microprocera (Angel, 1971)
- Proceroecia procera G.W. Müller, 1894
- Proceroecia rivotella McKenzie & Benassi, 1994
- Proceroecia vitjazi (Rudjakov, 1962)